# Drusus klapaleki
Drusus klapaleki är en nattsländeart som beskrevs av Marinkovic-gospodnetic 1971. Drusus klapaleki ingår i släktet Drusus och familjen husmasknattsländor. Inga underarter finns listade i Catalogue of Life.